# Nomia albofasciata
Nomia albofasciata är en biart som beskrevs av Smith 1875. Nomia albofasciata ingår i släktet Nomia och familjen vägbin. Inga underarter finns listade i Catalogue of Life.